# L'Éclipse du soleil en pleine lune
Pour plus de détails, voir Fiche technique et Distribution.
L'Éclipse du soleil en pleine lune est un film réalisé par Georges Méliès, sorti en 1907.

## Synopsis
Un professeur d'astronomie donne une conférence sur une éclipse solaire imminente. La classe se précipite vers une tour d'observation pour assister à l'événement, qui met en scène un Soleil et une Lune anthropomorphes. La Lune et le Soleil se lèchent les lèvres d'anticipation à l'arrivée de l'éclipse, culminant dans une rencontre romantique entre les deux corps célestes. Divers corps célestes, y compris des planètes et des lunes, pendent dans le ciel nocturne; une pluie de météores est représentée utilisant les figures fantomatiques de jeunes filles. Le professeur d'astronomie, choqué par tout ce qu'il a vu, tombe de la tour d'observation.

## Thèmes
L'éclipse a très tôt été remarquée pour son symbolisme sexuel manifeste,. Christine Cornea affirme que le thème principal du film, le choc de la logique scientifique avec le désir sexuel, est également évident dans les premiers films de Méliès, Le Voyage dans la Lune et Le Voyage à travers l'impossible, et deviendrait un élément important dans de nombreux films de science-fiction.
Certains chercheurs, interprétant le Soleil et la Lune comme tous les deux masculins, ont décrit l'éclipse érotique comme une représentation précoce de l'homosexualité au cinéma,, avec une Lune «efféminée» séduite par un «diaboliquement masculin». En revanche, le catalogue cinématographique de Méliès décrit la liaison en termes hétérosexuels, se référant aux participants comme "l'homme au soleil" et "Diana délicate" et en utilisant les pronoms correspondant.

## Production
Méliès apparaît dans le film en tant que professeur, avec l'acteur Manuel en tant que superviseur de classe et Mademoiselle Bodson en comète. Certaines scènes de L'éclipse ont été faites à l'origine par Méliès pour un film commandé pour une revue dans un music hall de Paris, La Cigale.
Les effets spéciaux dans The Eclipse ont été créés avec des machines de scène, des pièces pyrotechniques, des épissures de substitution, des superpositions, des fondus, des paysages roulants et un mannequin pour la chute du professeur.